# Batalla de Kutum
La batalla de Kutum fue un enfrentamiento armado desarrollado entre abril y junio de 2023 entre las rebeldes Fuerzas de Apoyo Rápido y paramilitares progubernamentales respaldados por las Fuerzas Armadas de Sudán, en el contexto de la tercera guerra civil sudanesa.

## Batalla
Los enfrentamientos iniciaron a medianos de abril ante la llegada de las FAP y la respuesta armada de grupos milicianos progubernamentales de remanentes del conflicto de Darfur, siendo los principales los movimientos de Liberación de Sudán y Justicia e Igualdad. Los residentes han informado que el mercado de la ciudad, muchas casas y un campamento para personas desplazadas fueron incendiados. Ha habido al menos 40 bajas.
Para medianos de junio la ciudad quedó bajo el control de las Fuerzas de Apoyo Rápido.